# Dritter Generalstabsoffizier
Der Dritte Generalstabsoffizier oder Ic war in höheren Stäben des preußisch-deutschen Heeres und der Wehrmacht für die Feindlage und das militärische Nachrichtenwesen zuständig. Dem Dritten Generalstabsoffizier unterstand zu diesem Zweck die Feindnachrichtenabteilung, die durch Aufklärung und Befragung von Kriegsgefangenen versuchte, die militärische Lage zu erkunden. Zur Spionageabwehr wurde ihm oft eine Gruppe Geheimer Feldpolizei unterstellt. Voraussetzung für die Verwendung als Generalstabsoffizier war der erfolgreiche Abschluss der Kriegsakademie. Als Gehilfe und Stellvertreter war dem Ic der Dritte Ordonnanzoffizier, in der Regel im Rang eines Oberleutnants, zur Seite gestellt. 
In der Bundeswehr entspricht der „G 2“ dem Dritten Generalstabsoffizier.